# Łabiszyn (gromada)
Łabiszyn – dawna gromada, czyli najmniejsza jednostka podziału terytorialnego Polskiej Rzeczypospolitej Ludowej w latach 1954–1972.
Gromady, z gromadzkimi radami narodowymi (GRN) jako organami władzy najniższego stopnia na wsi, funkcjonowały od reformy reorganizującej administrację wiejską przeprowadzonej jesienią 1954 do momentu ich zniesienia z dniem 1 stycznia 1973, tym samym wypierając organizację gminną w latach 1954–1972.
Gromadę Łabiszyn z siedzibą GRN w mieście Łabiszynie (nie wchodzącym w jej skład) utworzono – jako jedną z 8759 gromad na obszarze Polski – w powiecie szubińskim w woj. bydgoskim, na mocy uchwały nr 24/13 WRN w Bydgoszczy z dnia 5 października 1954. W skład jednostki weszły obszary dotychczasowych gromad Łabiszyn Wieś, Kąpie, Jeżewo, Ojrzanowo i Dąbie Nowe (bez terenów łąkowych o powierzchni 242,40 ha położonych w dotychczasowej gromadzie Dąbie Nowe) ze zniesionej gminy Łabiszyn Wieś w tymże powiecie. Dla gromady ustalono 25 członków gromadzkiej rady narodowej.
31 grudnia 1959 do gromady Łabiszyn włączono wsie Pszczółczyn i Sosnowiec oraz miejscowości Sosnowiec Mały, Izabelin i Wesółki ze zniesionej gromady Władysławowo, a także wsie Lubostroń, Obielewo, Oporowo, Załachowo i Zdziersko, miejscowości Załachówko, Smerzynek, Oporówek i Kłodzin oraz leśnictwa Lubostroń i Zdziersko ze zniesionej gromady Lubostroń, w tymże powiecie.
1 stycznia 1972 do gromady Łabiszyn włączono sołectwa Jabłowo, Jabłówko i Ostatkowo ze zniesionej gromady Chomętowo w tymże powiecie.
1 stycznia 1969 z gromady Łabiszyn wyłączono grunty o powierzchni ogólnej 50,87 ha, włączając je do miasta Łabiszyna w tymże powiecie; do gromady Łabiszyn z Łabiszyna włączono natomiast grunty rolne o powierzchni ogólnej 194,75 ha.
Gromada przetrwała do końca 1972 roku, czyli do kolejnej reformy gminnej. 1 stycznia 1973 w powiecie szubińskim reaktywowano gminę Łabiszyn (od 1999 gmina Łabiszyn znajduje się w powiecie żnińskim w woj. kujawsko-pomorskim).